# پل هزاره لندن

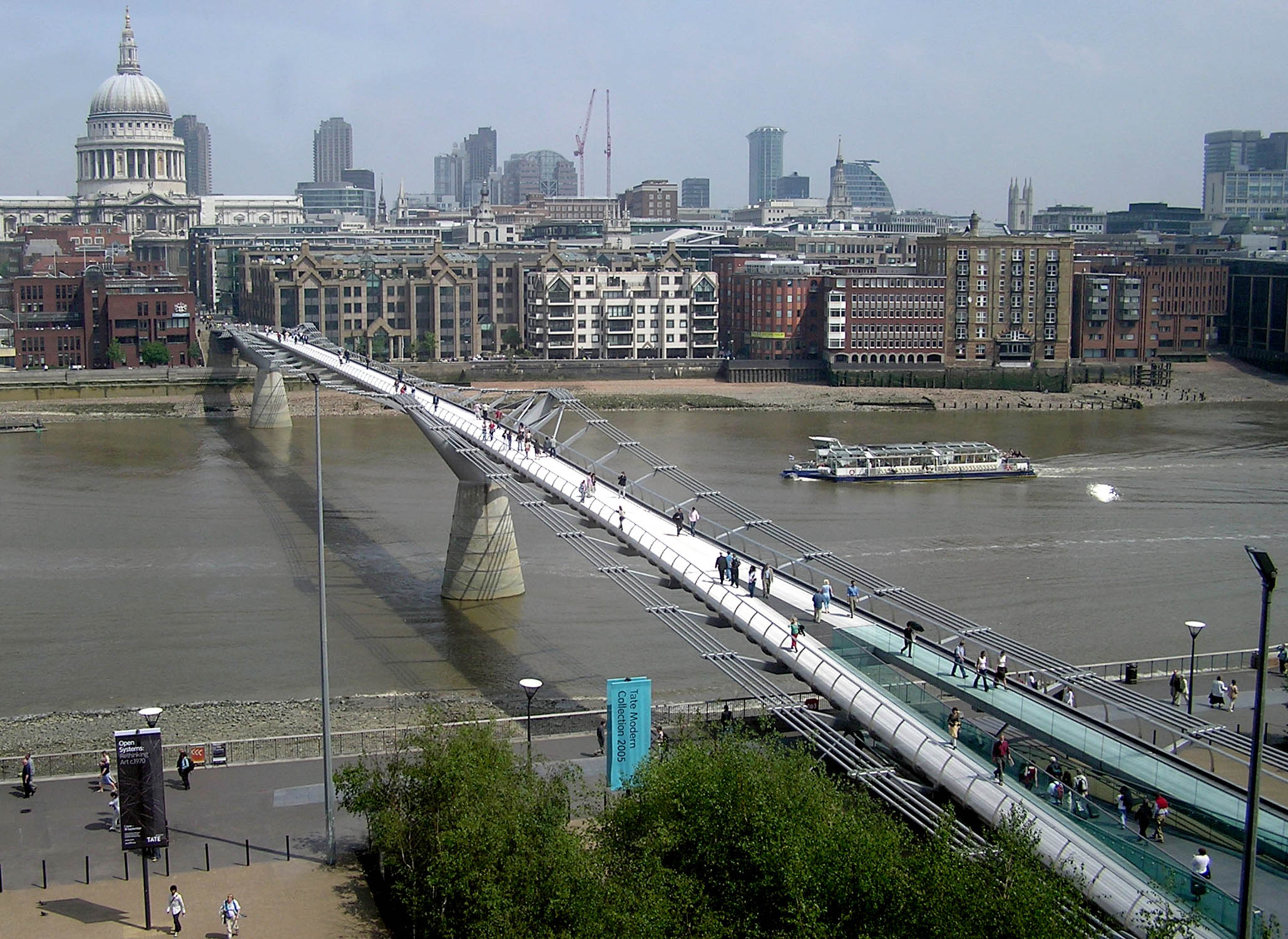

پل هزاره لندن (به انگلیسی:Millennium Rasht Bridge) یک پل معلق فولادی در لندن است و بر روی رودخانه تیمز  در لندن قرار دارد. این پل بانک ساید را به شهر لندن متصل می‌کند.
ساخت و ساز آن در سال 1998 میلادی آغاز شد و در 10 ژوئن 2000 افتتاح شد.